# عرقون رائع
عرقون رائع (الاسم العلمي:Euphrasia mirabilis) هي نوع نباتي يتبع جنس العرقون من الفصيلة الجعفيلية.  